# Easy-Webprint
Easy-Webprint（イージーウェブプリント）はキヤノン社がInternet Explorerで印刷するときに右端が切れてしまうのを改善して、全面を印刷してくれるソフトウェアである。

## 機能
印刷、高速印刷、プレビュー機能がある。さらに、両面印刷、選択印刷機能もある。